# Kronvalda bulvāris

Le boulevard Kronvalda (letton : Kronvalda bulvāris) est un boulevard à Rīga en Lettonie,.

## Présentation
Kronvalda bulvāris est un boulevard situé dans le district du Nord, à proximité du quartier Centrs.
Le boulevard s'étend de la rue Krišjāņa Valdemara iela jusqu'à la rue Elizabetes iela.
La longueur de la rue est de 730 mètres.

## Histoire
Le boulevard a été construit à l'emplacement des fortifications de Riga démolies en 1875.
À l'origine, il faisait partie de la rue Bolchaïa Yakovlevskaya.
En 1889, il reçut le nom de boulevard Pouchkine.
En 1923, il fut rebaptisé en l'honneur d'Atis Kronvalds, un enseignant letton, un publiciste et une figure éminente du renouveau national letton, membre des Jeunes Lettons.
Pendant l'occupation allemande des pays baltes, à partir de 1942, le boulevard s'appelait Kronvaldsring.
Avec la libération de la ville des nazis en 1944, il retrouvera son nom d'avant-guerre.

## Bâtiments du boulevard
- 2 — Théâtre National de Lettonie

- 4 — Musée botanique de l'Université de Lettonie

- 8 — École de musique Jāzeps Mediņš de Riga (lv)

- 9 — Musée de l'Histoire de la Médecine Pauls Stradiņš (lv)

## Galerie

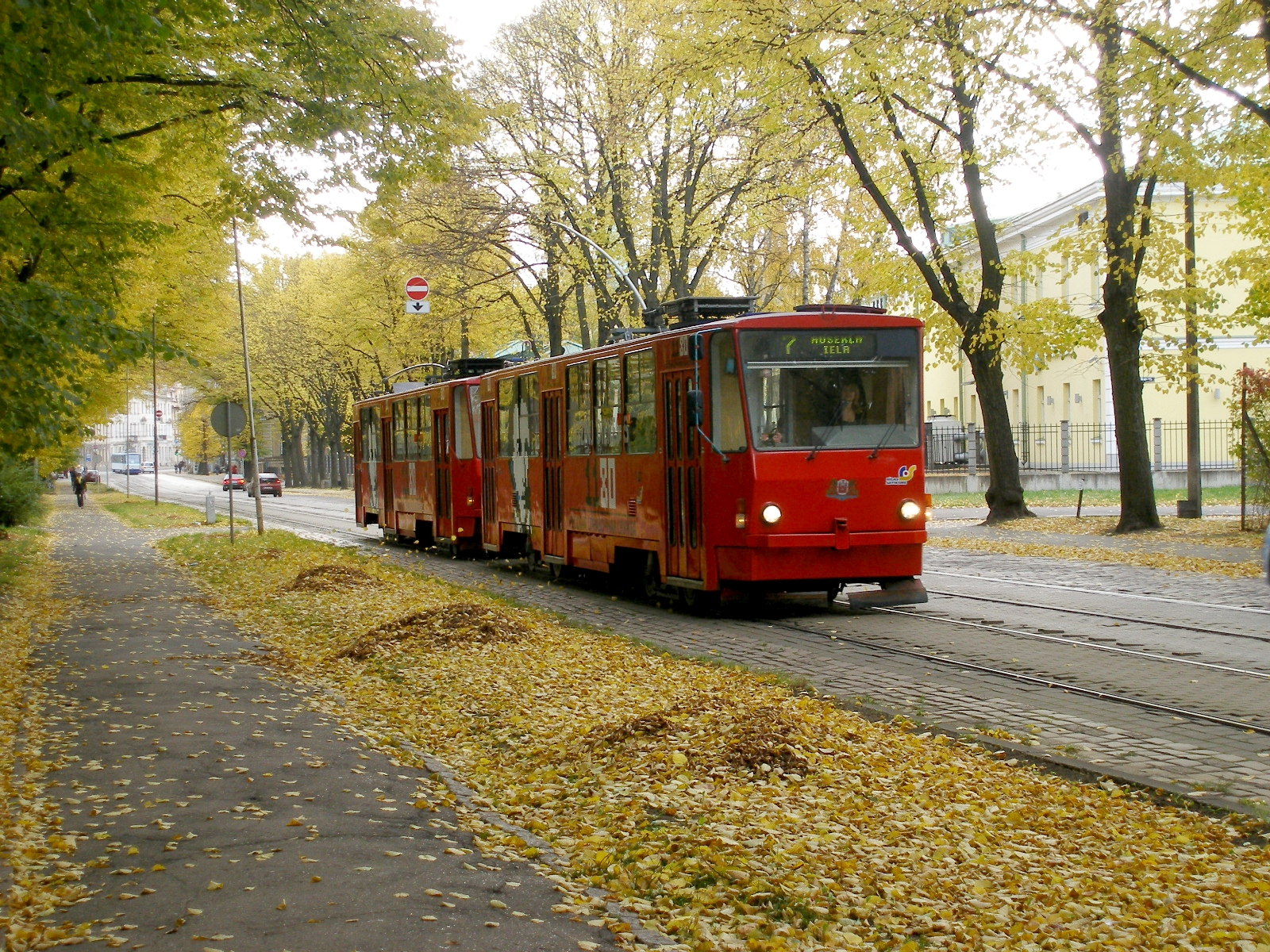
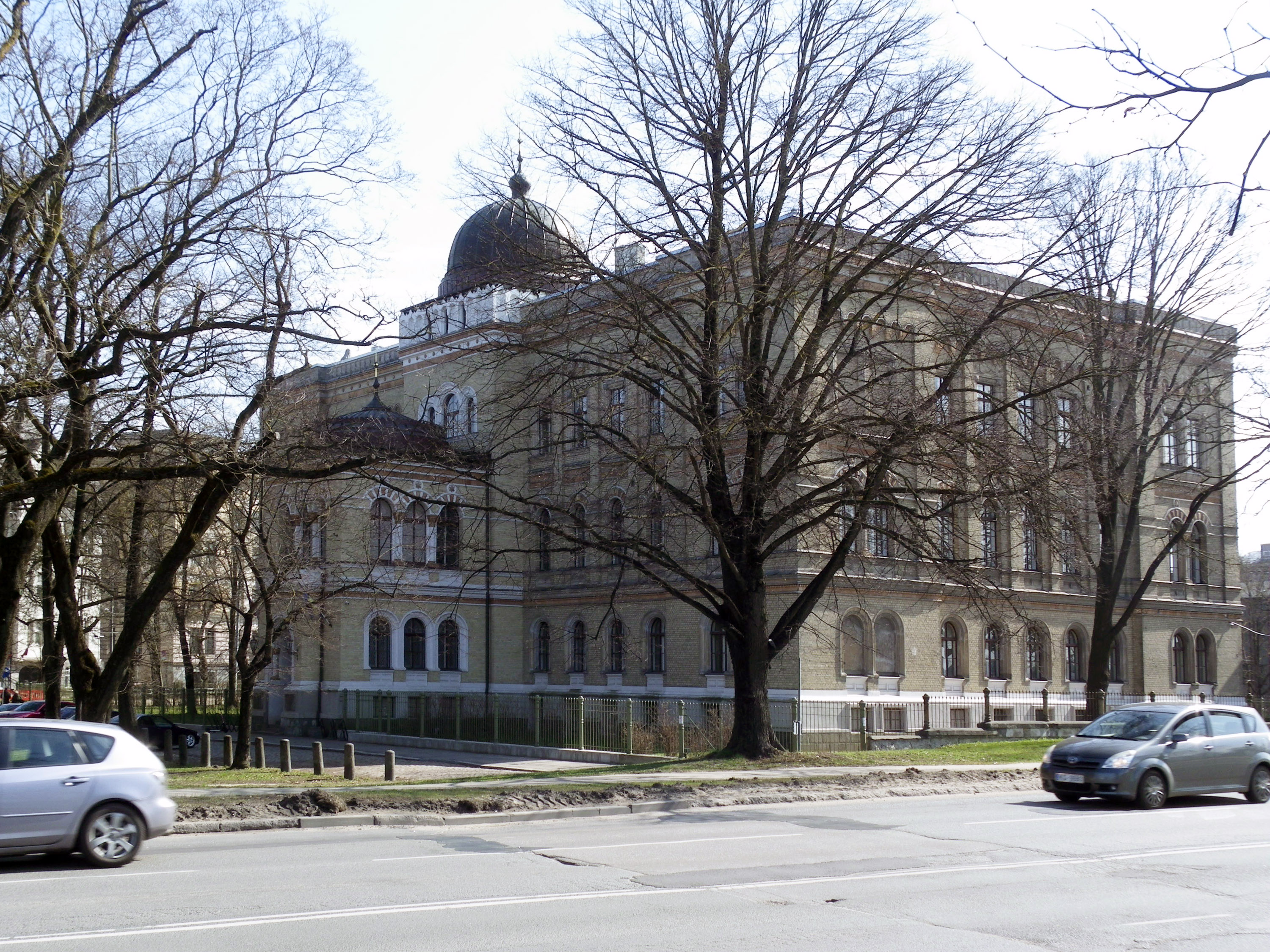
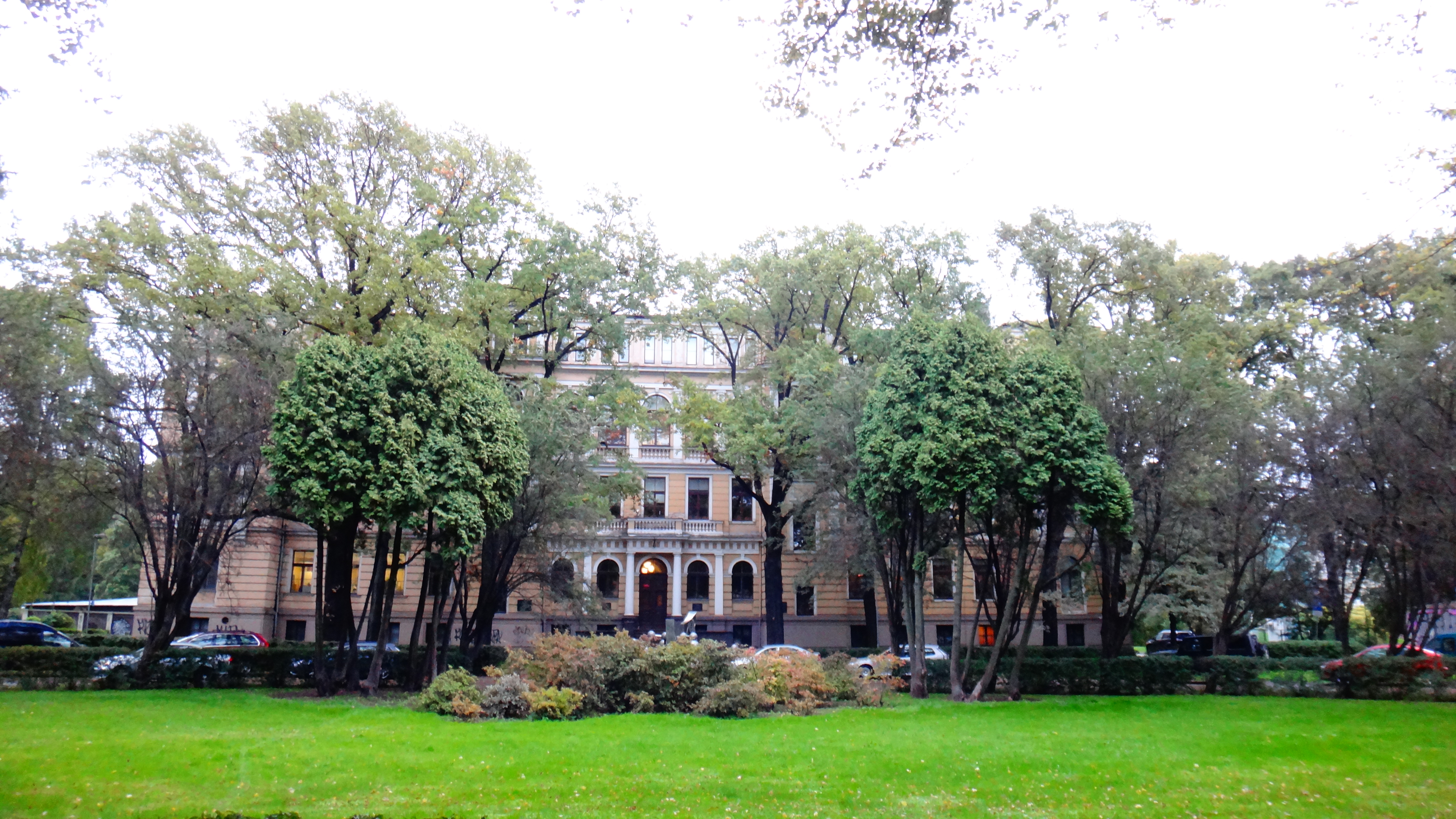

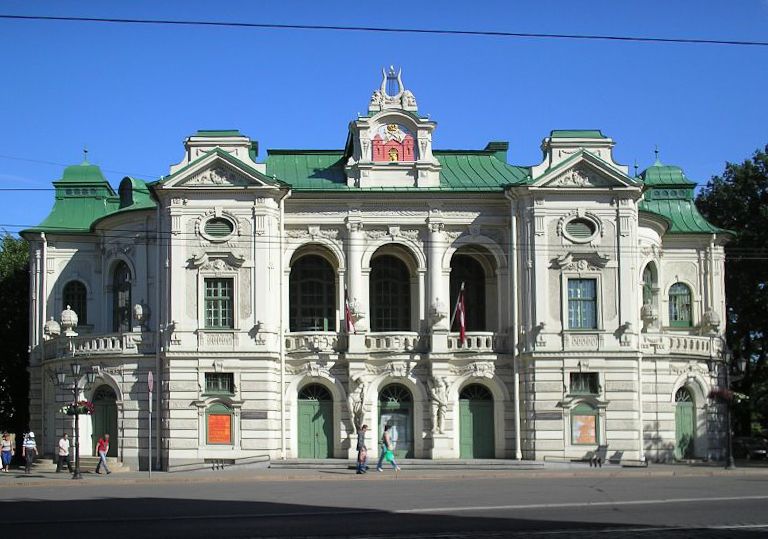
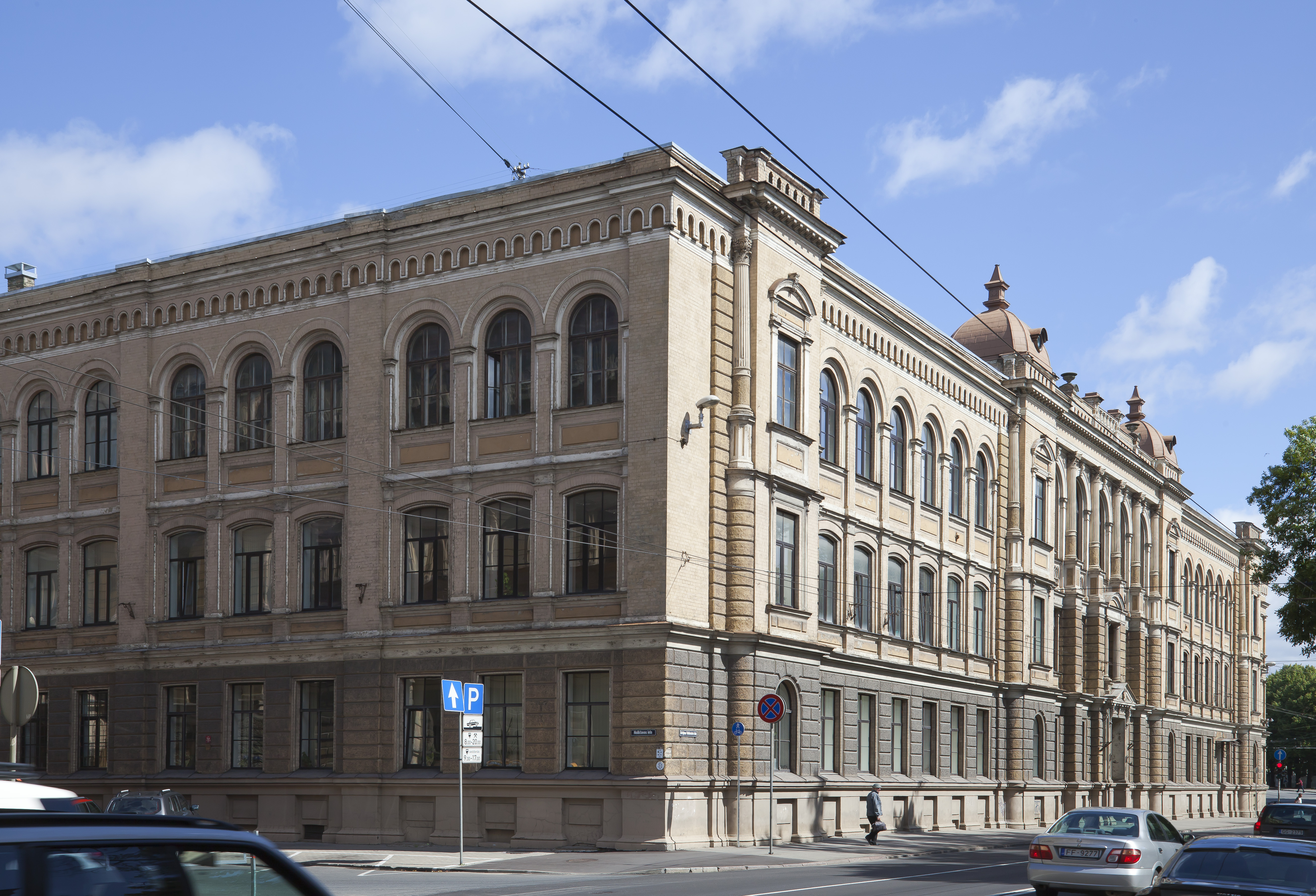
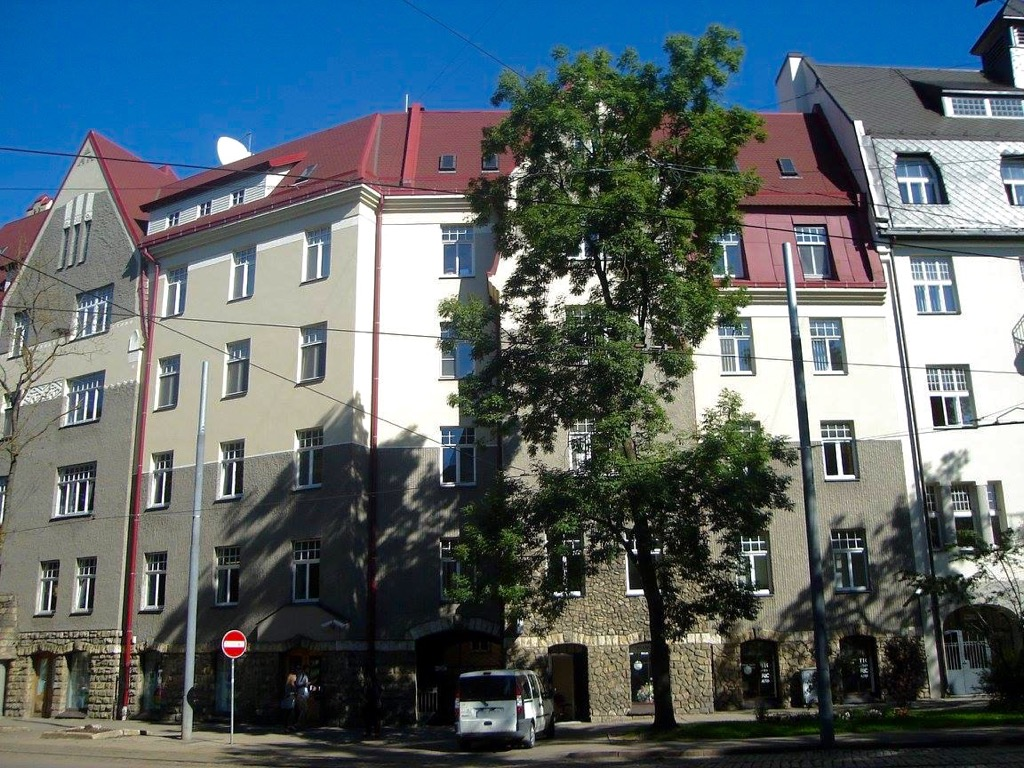

## Transport
- Tram: 5 7 11